# Estadio Internacional Dora
El Estadio Internacional Dora (Dora International Stadium) también llamado Estadio Dura es un estadio de fútbol ubicado en la ciudad de Hebrón, Cisjordania, en Palestina. El estadio inaugurado en 1965 y remodelado en 2011, posee actualmente una capacidad para 18.000 espectadores, es utilizado por varios clubes de la Liga Premier de Cisjordania y en ocasiones por la Selección de fútbol de Palestina.
El 3 de agosto de 2013 el club español FC Barcelona se presentó en el estadio en el llamado FC Barcelona Peace Tour, una serie de clínicas deportivas realizadas en territorios palestinos.